# Отисак прста
Отисак прста, односно дактилограм, је отисак прста који настаје приликом додира са неким предметом. Том приликом, на предмету остаје траг који одсликава папиларне линије - бразде („шаре“) на јагодицама прстију, које су карактеристичне и јединствене код сваке особе, што омогућава идентификацију отиска.

## Еволуција
Попут људи и мајмуни имају отиске прстију. Претпоставља се да су еволутивно настали због живота на дрвећу. Наиме, прецима мајмуна и људи је кожа на врховима прстију била наборана како би се чвршће држали за гране. Ти набори су временом постали отисци прстију, чија је улога да повећају површину коже, па тако и број нервних завршетака. На тај начин чуло додира постаје истанчаније.

## Генетика
Не постоје два човека са истим отисцима прстију. Чак ни једнојајчани близанци немају исте отиске прстију. Заправо, отисци прстију представљају квантитативну особину, која се дакле наслеђује, али на њу утичу и спољашњи фактори средине. Отисци прстију се формирају у току ембрионалног развића.

## Групе
Пре готово 100 година, сер Едвард Хенри је приметио да се сви отисци прстију, без обзира колико различити међу собом они били, могу поделити у четири основне групе:
- лукови
- омче
- вијуге
- комбинације претходне три

## Значај
С обзиром да два човека немају исте отиске прстију, ова особина се користи приликом полицијских истрага. Да би се истрага олакшала, отисци прстију криминалаца који су већ осуђивани се чувају у базама података. Дисциплина која се бави проучавањем папиларних линија у циљу идентификације живих или мртвих особа назива се дактилоскопија. Захваљујући употреби рачунара, данас је то врло једноставна, али и сигурна и најраширенија метода за утврђивање идентитета. Настала је од грчке речи dactilo што значи прст и латинске scopein што значи гледати. Отисци прстију су први пут искоришћени на суђењу злочинцима 1901. године.

У неким земљама, отисци прстију се налазе и на личним картама.